# Герасименко, Виктор Михайлович
Виктор Михайлович Герасименко (23 октября 1923 — 25 апреля 2007) — старший телефонист роты связи 828-го стрелкового полка, красноармеец. Полный кавалер ордена Славы.

## Биография
Родился 23 октября 1923 года в городе Орёл. Отец — солдат Первой мировой войны, полный Георгиевский кавалер. Окончил в 1940 году 7 классов. Работал учеником слесаря на заводе «Текстильмаш».
В ряды Красной Армии призван после освобождения Орла в 1943 году. В действующей армии с августа 1943 года. Прибыв в дивизию, просился в разведку, но был назначен телефонистом в роту связи 828-го стрелкового полка 197-й стрелковой дивизии. Воевал на Брянском, Центральном, Белорусском, 1-м и 2-м Украинских фронтах.
Телефонист роты связи 828-го стрелкового полка красноармеец Герасименко в боях с 13 по 20 июля 1944 года поддерживал устойчивую связь командира батальона с командиром полка. У населённого пункта Озютичи под огнём противника устранил до тридцати порывов на линии связи, а в боях за город Владимир-Волынский — около сорока.
Приказом по 197-й стрелковой дивизии от 7 августа 1944 года красноармеец Герасименко Виктор Михайлович награждён орденом Славы 3-й степени.
Старший телефонист роты связи Герасименко 11 сентября 1944 года в районе населённого пункта Лесне Халупе на сандомирском плацдарме до 24 раз восстанавливал нарушенную связь с подразделениями, обеспечивая непрерывное управление ими.
Однажды, устраняя повреждение телефонной линии, Герасименко попал в засаду. Противники попытались взять его в плен. Герасименко гранатами и огнём из автомата расчистил себе путь, истребив при этом 16 противников, и вырвался из окружения.
Приказом по 3-й гвардейской армии от 12 октября 1944 года красноармеец Герасименко Виктор Михайлович награждён орденом Славы 2-й степени.
В ночь на 13 февраля 1945 года в составе передового отряда в числе первых форсировал реку Одер и обеспечил командиру устойчивую связь. При отражении контратак уничтожил более десяти противников, трофейным фаустпатроном поджёг вражескую самоходку.
Указом Президиума Верховного Совета СССР от 27 июня 1945 года за мужество, отвагу и героизм красноармеец Герасименко Виктор Михайлович награждён орденом Славы 1-й степени. Стал полным кавалером ордена Славы.
В 1946 году старшина В. М. Герасименко демобилизован. Вернулся в город Орёл. Работал слесарем, машинистом в локомотивном депо железнодорожной станции Орёл.
Умер 25 апреля 2007 года. Похоронен на Лужковском кладбище в Орле.
Награждён орденами Отечественной войны 1-й степени, Славы 1-й, 2-й и 3-й степени, медалями, знаком «Почётный железнодорожник».
В Орле на доме, в котором жил В. М. Герасименко, и на здании локомотивного депо, в котором он работал, установлены мемориальные доски.